# Clarita Parra
Clara Luz Parra Moreno (26 de agosto de 1951), más conocida como Clarita Parra, es una cantante y folclorista chilena, hija de Lalo Parra y Clara Moreno, y sobrina, entre otros, de Violeta, Nicanor y Roberto Parra y por tanto perteneciente a la segunda generación de la Familia Parra. Su carrera musical se ha desarrollado entre las décadas de 1980 y 2000, lanzando álbumes con su padre, con quien formó en 1998 la agrupación Los Churi Churi, además de publicar otros discos como solista, dos de los cuales (Navegante y Tiempo de cantar) fueron producidos por la destacada folclorista Elizabeth Morris.
Ha realizado conciertos en Chile, Canadá, Estados Unidos, Perú, Argentina, Bolivia, Brasil y Puerto Rico, y durante el XXXVII Festival Internacional de la Canción de Viña del Mar, el año 1996, interpretó la canción «Cueca tristona» de Edson Guerrero, que resultaría ganadora de la competencia folclórica.

## Infancia y juventud
El trabajo conjunto con su padre precede a las itinerancias musicales. Éste, además de dedicarse a la música, trabajó cómo artista de circo, siendo incluso durante seis años presidente del sindicato de artistas circenses de Chile. Así, cuando Clarita era sólo una niña, formó parte con su padre de un número de ilusionismo.
Luego del temprano fallecimiento de su madre en 1957, cuando Clarita tenía sólo 9 años de edad, partió con su padre y su hermano Francisco a Argentina, donde vivirían durante siete años.

## Carrera musical
En 1970, publica junto a su padre los LP Las cuecas choras del Hombre Nuevo y Las cuecas de Hogar Dulce Hogar, y más tarde con el mismo, Las cuecas de la Negra Ester en 1991.
En 1998 crean junto a su padre la agrupación Los Churi Churi, donde participaría en la percusión y que estaría conformada además por Carlos Arenas en la guitarra, Renato Muñoz en el clarinete, Pablo Ugarte en el bajo y Colombina Parra (hija de Nicanor Parra) acompañando a Clarita en la percusión. Juntos lanzan ese mismo año el disco Estoy llegando a los 80, figurando como autores «Lalo Parra y Los Churi Churi».

## Discografía
- 1970 - Las cuecas choras del Hombre Nuevo (con Lalo Parra)
- 1970 - Las cuecas de Hogar Dulce Hogar (con Lalo Parra)
- 1991 - Las cuecas de la Negra Ester (con Lalo Parra, reeditado en 2006)
- 1995 - Navegante
- 1998 - 2 veces 25
- 1998 - Estoy llegando a los 80 (como Los Churi Churi, con Lalo Parra)
- 2004 - Tiempo de cantar

### Sencillos
- 1971 - La sombra de un árbol / No llores